# Un fil à la patte (film, 1933)
Pour plus de détails, voir Fiche technique et Distribution.
Un fil à la patte est un film français réalisé par Karl Anton, sorti en 1933. Il s'agit d'une des nombreuses adaptations de la pièce de Georges Feydeau.

## Fiche technique
- Titre français : Un fil à la patte
- Réalisation : Karl Anton
- Scénario : Léopold Marchand et Paul Schiller d'après la pièce éponyme de Georges Feydeau
- Photographie : Theodore J. Pahle
- Musique : Marcel Lattès
- Producteur : Fred Bacos
- Société de distribution : Pathé Consortium Cinéma
- Pays de production :  France
- Format : Noir et blanc — — 35 mm — 1,37:1 — Son : Mono
- Genre : Comédie
- Durée : 90 minutes (1 h 30)
- Date de sortie : 
  - France : 1933

## Distribution
- Robert Burnier : Fernand du Bois d'Enghien
- Spinelly : Lucette
- André Berley : Ben Capona
- Pierre Etchepare : Fontanet
- Pierre Larquey : Bouzin
- Léonce Corne : Bill
- Marcelle Praince : La baronne
- Alice Tissot : Marceline
- Blanche Estival
- Jacqueline Made : Viviane